# 山本賢治
山本 賢治（やまもと けんじ、4月27日 - ）は、日本の漫画家、漫画原作者。

## 概要
1993年、富士美出版『COMIC CANDY TIME』同年5月号にてデビュー。それ以降は成年漫画を中心として、主に電波系・グロ系統の漫画を発表していたが、秋田書店『週刊少年チャンピオン』にて『スカルポイント』を短期集中連載し、少年誌デビューを果たす。その後、ブロッコリーのカードゲームのメディアミックス漫画『カオシックルーン』を連載したほか、メディアファクトリー『月刊コミックアライブ』では『ガイスターバーン』を、『週刊少年チャンピオン』では手塚治虫の『ブラック・ジャック』のリメイク版『ブラック・ジャック〜黒い医師〜』を、それぞれ発表している。
リメイク版では基本的な展開は原作に忠実だが、グロを含めたブラックな描写や萌え描写が色濃く表現されるほか、『カオシックルーン』の登場人物をゲスト役として何人も登場させる、いわゆるスターシステムを導入している。
2007年に網膜剥離および緑内障を患い視力が低下したため、『カオシックルーンEs』は休載扱いとなっている。
韮沢靖とは近所付き合いの仲であり、『CRIMEZONE -クリム・ゾン-』のクリーチャーデザインを頼んでいる。

## 作品リスト

### 漫画作品
- フォールinらぶ（フランス書院刊）
- 天使のオプション（フランス書院刊）
- ダンスはこれから（フランス書院刊）
- 毒電波ブギ（富士美出版刊）
- 正拳シンデレラ（ワニマガジン社刊）
- SPEED（ワニマガジン社刊）
- 恋愛パラノイア（蒼竜社刊）
- 高速ドリルディ（蒼竜社刊）
- 寝ても覚めても（ワニマガジン社刊）
- 直撃スパイS（蒼竜社刊）
- ラジカルフィスト（『コミックガム』連載、ワニブックス刊、単巻）
- デッド・コメディーズ（ワニマガジン社刊）
- デッド・ゲーム（ワニマガジン社刊）
- くノ一乱風帖（ワニマガジン社刊、上下巻）
- フレンチ姦姦（メディアックス刊）
- カオシックルーン（『週刊少年チャンピオン』連載、秋田書店刊、全8巻）
- カオシックルーンEs（『チャンピオンRED』連載・休載中、秋田書店刊） ※既刊5巻（2007年5月18日時点）
- ブラック・ジャック〜黒い医師〜（『週刊少年チャンピオン』連載、秋田書店刊、全3巻）
- ガイスターバーン（『月刊コミックアライブ』連載、メディアファクトリー刊）
- まゆたんのお家（『チャンピオンRED』連載 → 『チャンピオンクロス』 → 『マンガクロス』 ※シリーズ連載、全1巻）
- スパイ忍者Zちゃん（『月刊ヤングチャンピオン烈』2022年No.11掲載読み切り)
- 好き好きベム先生（『ヤングチャンピオン』2023年No.1掲載読み切り)
- 半裸ーメン（『月刊ヤングチャンピオン烈』2023年No.4掲載読み切り)
- 死霊のルンルン（『ヤングチャンピオン』2023年No.11掲載読み切り)
- 苛烈にぶらじーね（『ヤングチャンピオン』2023年No.11、2024年No.15、『月刊ヤングチャンピオン烈』2023年No.8 - 掲載、シリーズ連載)
- ワイルド番地（『月刊ヤングチャンピオン烈』2024年No.1掲載読み切り)

### 漫画原作作品
- trash.（作画：D.P、『月刊ヤングチャンピオン烈』連載、秋田書店刊、全11巻)
- CRIMEZONE -クリム・ゾン-（作画：刻夜セイゴ、『月刊ドラゴンエイジ』連載、富士見書房刊、全5巻）

### その他の作品
- 超クソゲーインターナショナル・バトルゲーム大全〈挿絵のみ〉（著者：植地毅、灸怜太、ソニー茨城、太田出版刊）
- お姉チャンバラ紅〈構成・絵コンテ〉（『チャンピオンRED』連載、秋田書店刊、単巻）
- 装甲悪鬼村正 鏖〈構成・絵コンテ〉（『チャンピオンRED』連載、秋田書店刊、単巻）

## 逸話
- プラモデル作りが趣味で、あまりに作りすぎたためにテニス肘になり休載したことがある。ファンの間では長らくゴルフ肘とされてきたが正確にはテニス肘であった[1]。
- モータルコンバットシリーズの大ファンで、ゲーム雑誌の挿絵に寄稿したり、同人誌も出版している。